# Fritz Eckert
Fritz Herman Vilhelm Eckert, född 25 april 1852 i Tyska S:ta Gertruds församling, Stockholm, död 6 mars 1920 i Oscars församling, Stockholm, var en svensk arkitekt. 

## Biografi
Eckert studerade vid Konstakademien 1871–1878 och reste 1879 i utlandet. Han blev arkitekt vid Överintendentsämbetet 1878 och intendent där 1904. Från 1880 var han lärare vid Tekniska skolan. Eckert gjorde ritningar till Carl Peter Curmans hem Curmanska villan vid Floragatan (1880) i Stockholm och Hovstallet (1894) i Stockholm, till Antuna gård, KFUK:s byggnad vid Brunnsgatan i Stockholm (ritningar 1905), utsmyckningar av Telefontornet i Stockholm (cirka 1890), Landsstatshuset i Mariestad (numera Mariestads stadsbibliotek) (1895-96). Bland kyrkobyggnader återfinns nya kyrkan i Krokek (1895–1896), Hamneda kyrka, Holmöns kyrka, Naums kyrka, Katrinebergs kapell, Kvikkjokks kyrka, Junosuando kyrka, Stockaryds kyrka, Valdshults kyrka och Bocksjö kapell vid sidan av åtskilliga kyrkorestaureringar med mera.

## Bilder, verk i urval

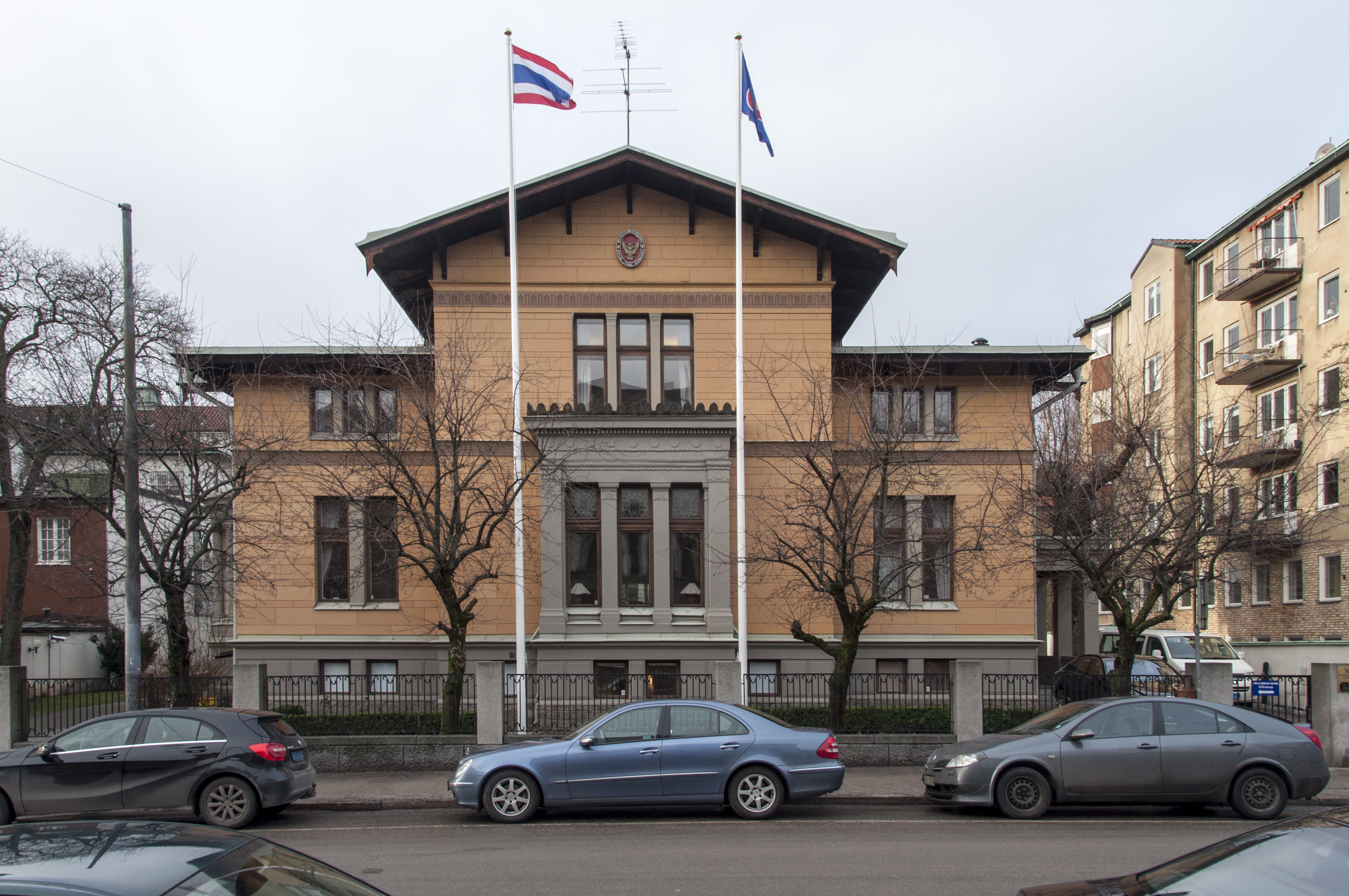
Curmanska villan
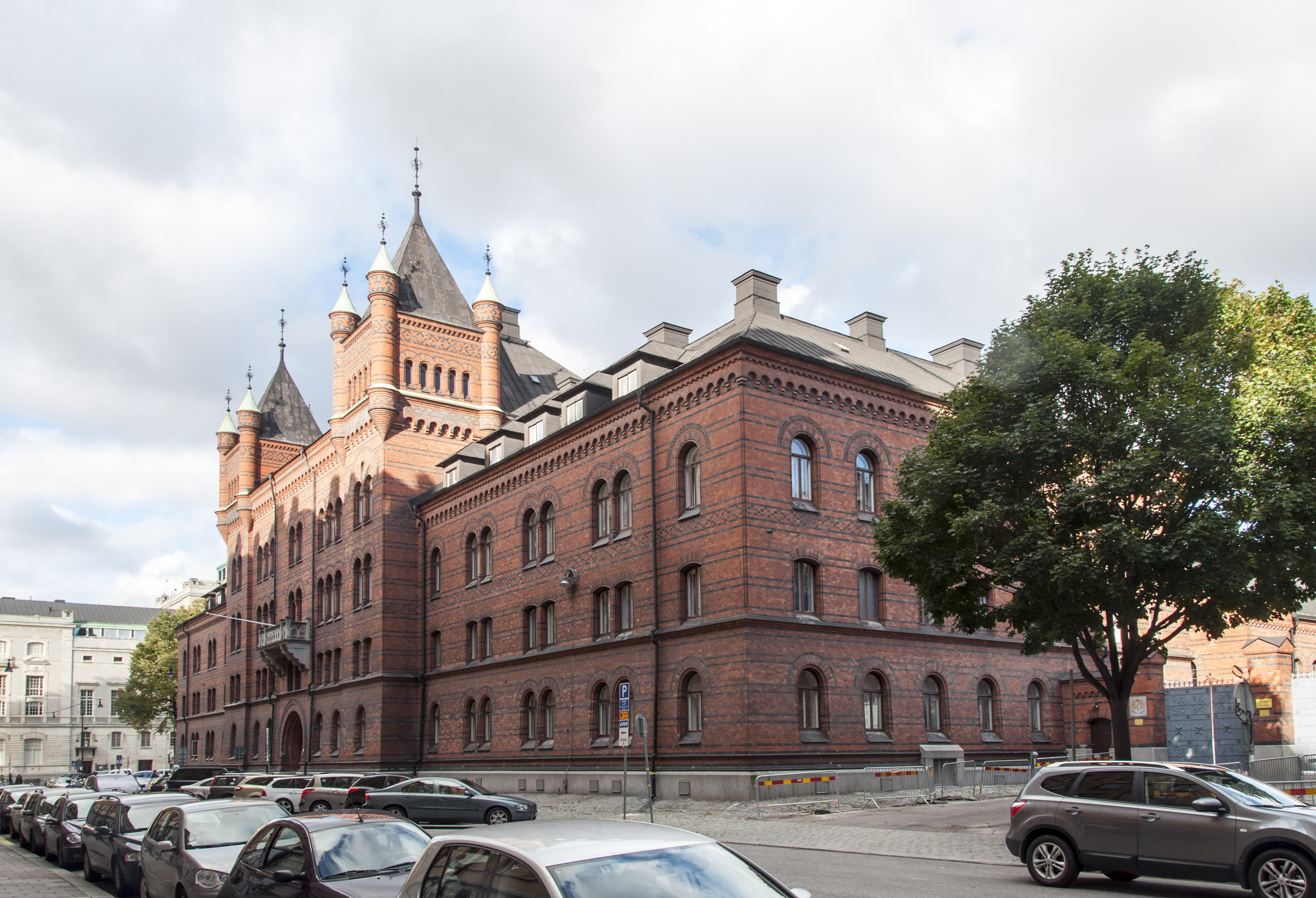
Kungliga Hovstallet
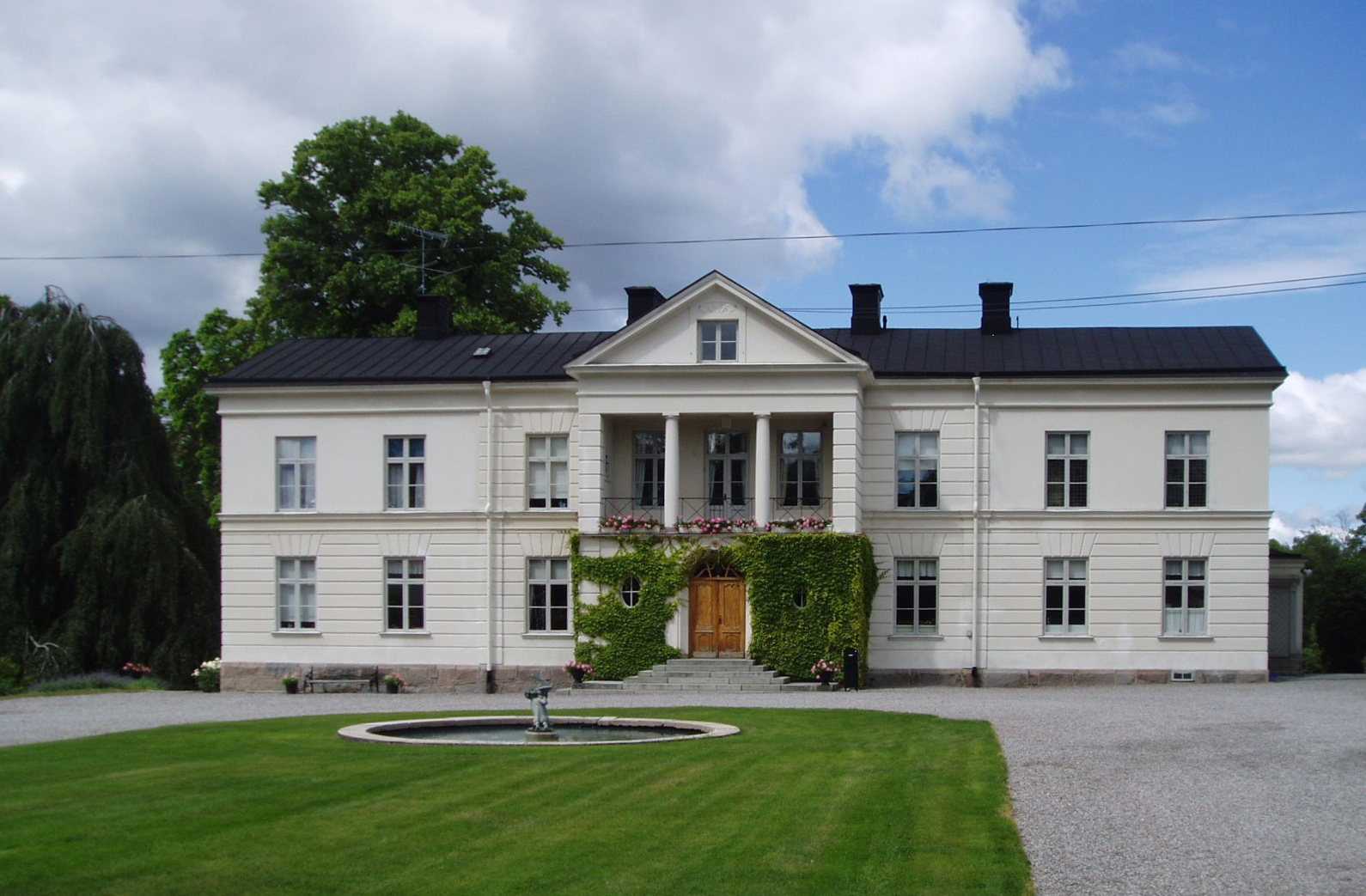
Atuna gård
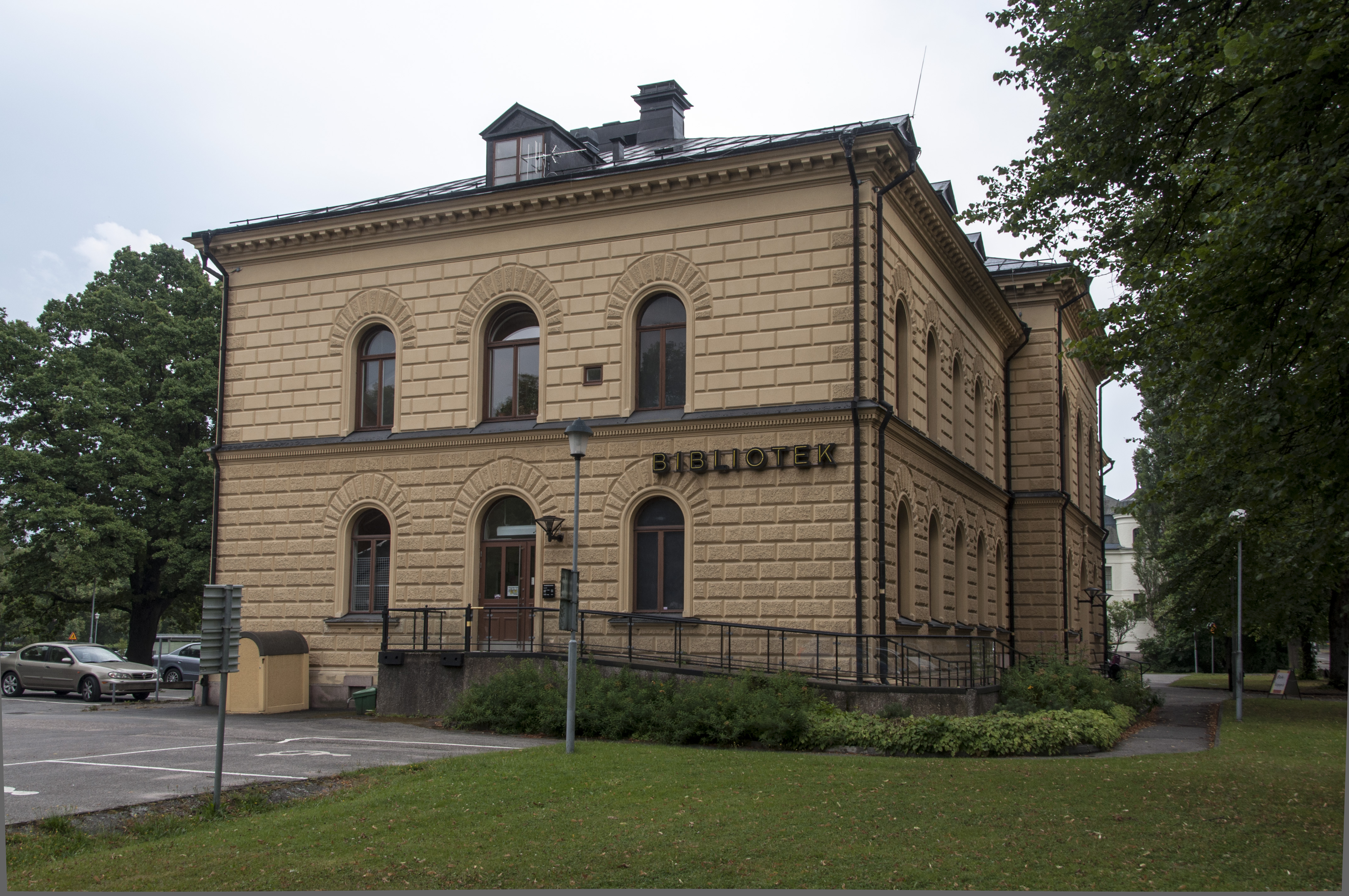
Landsstatshuset i Mariestad
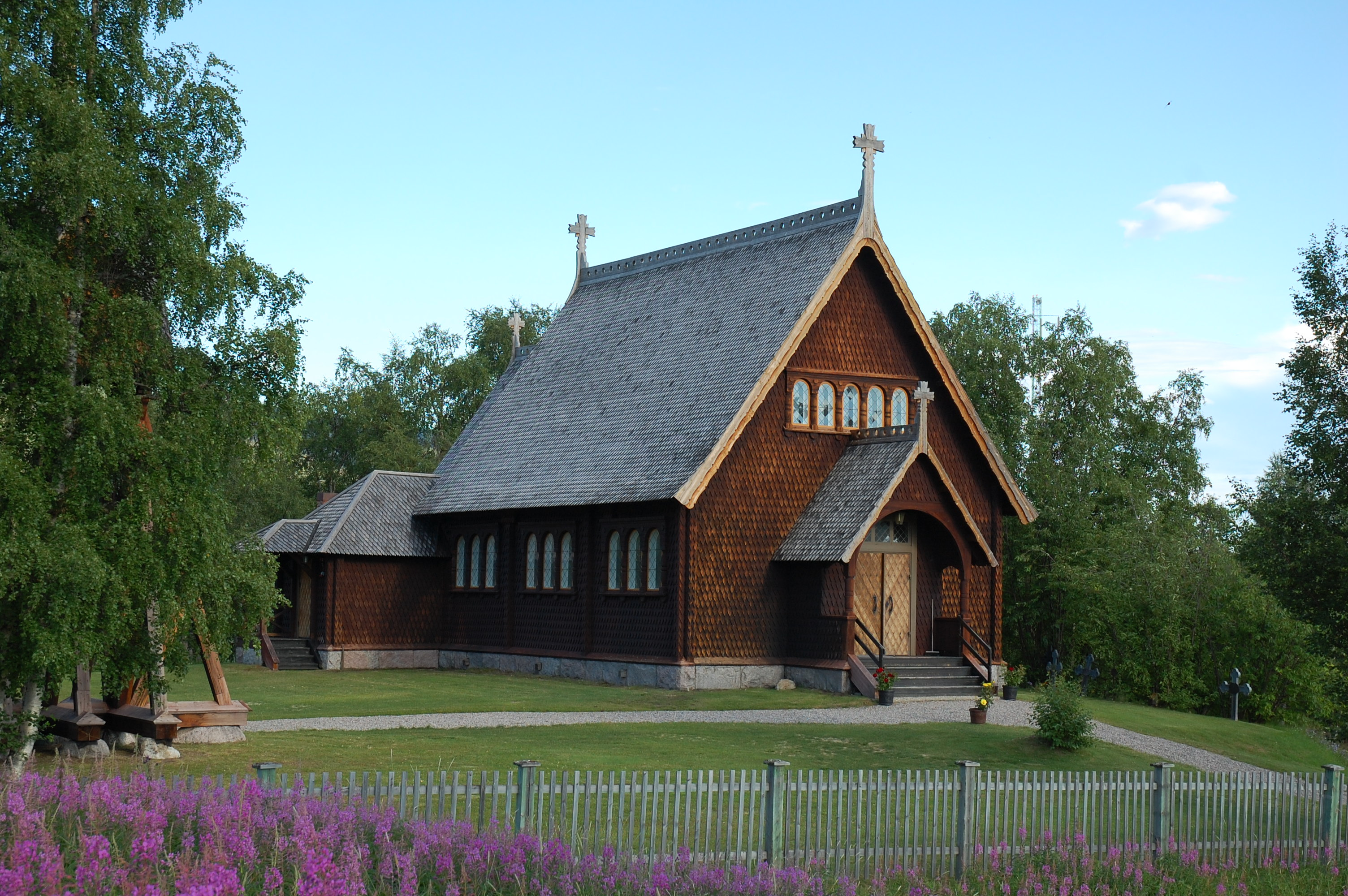
Kvikkjokks kyrka
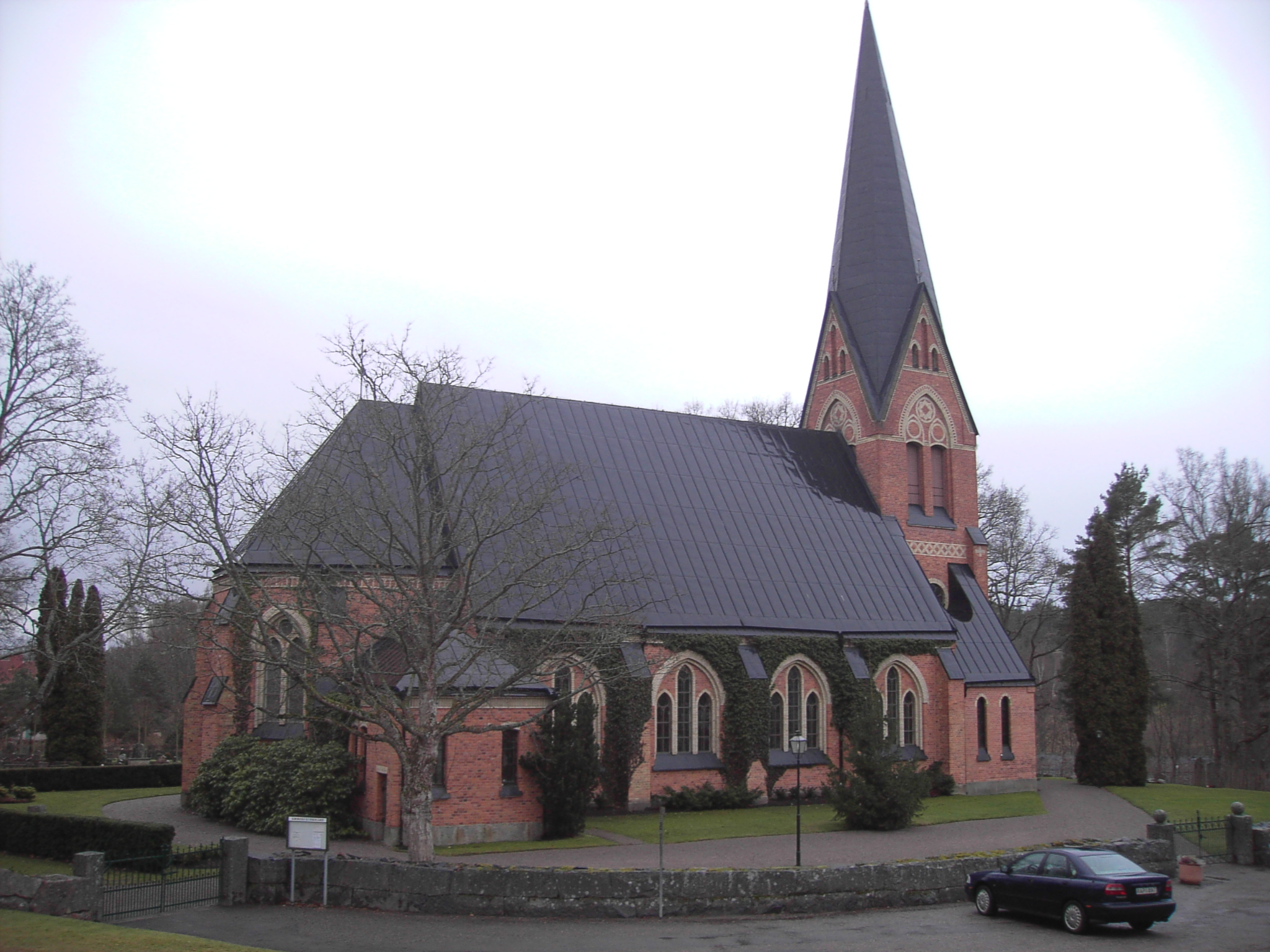
Krokeks kyrka
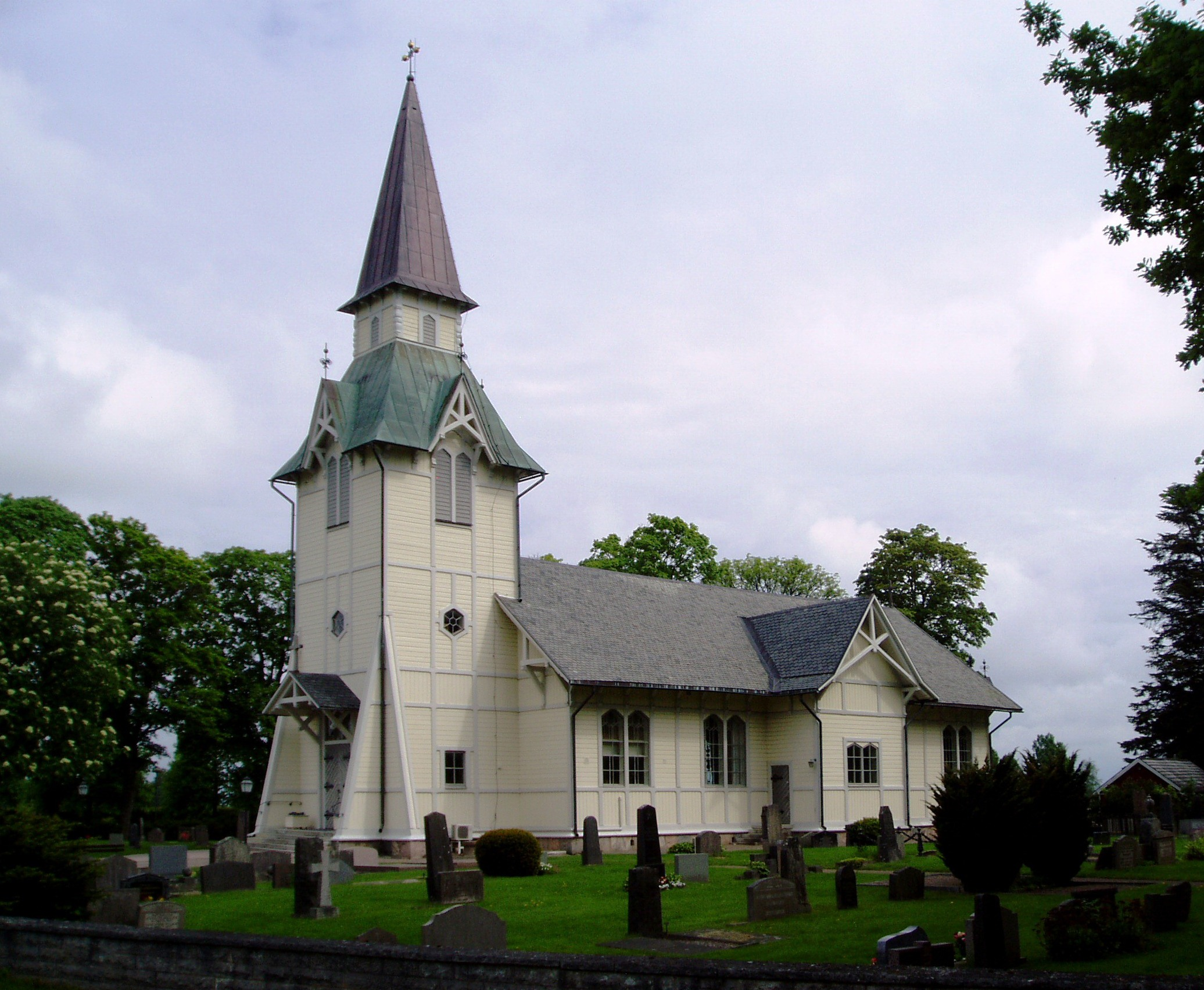
Naums kyrka
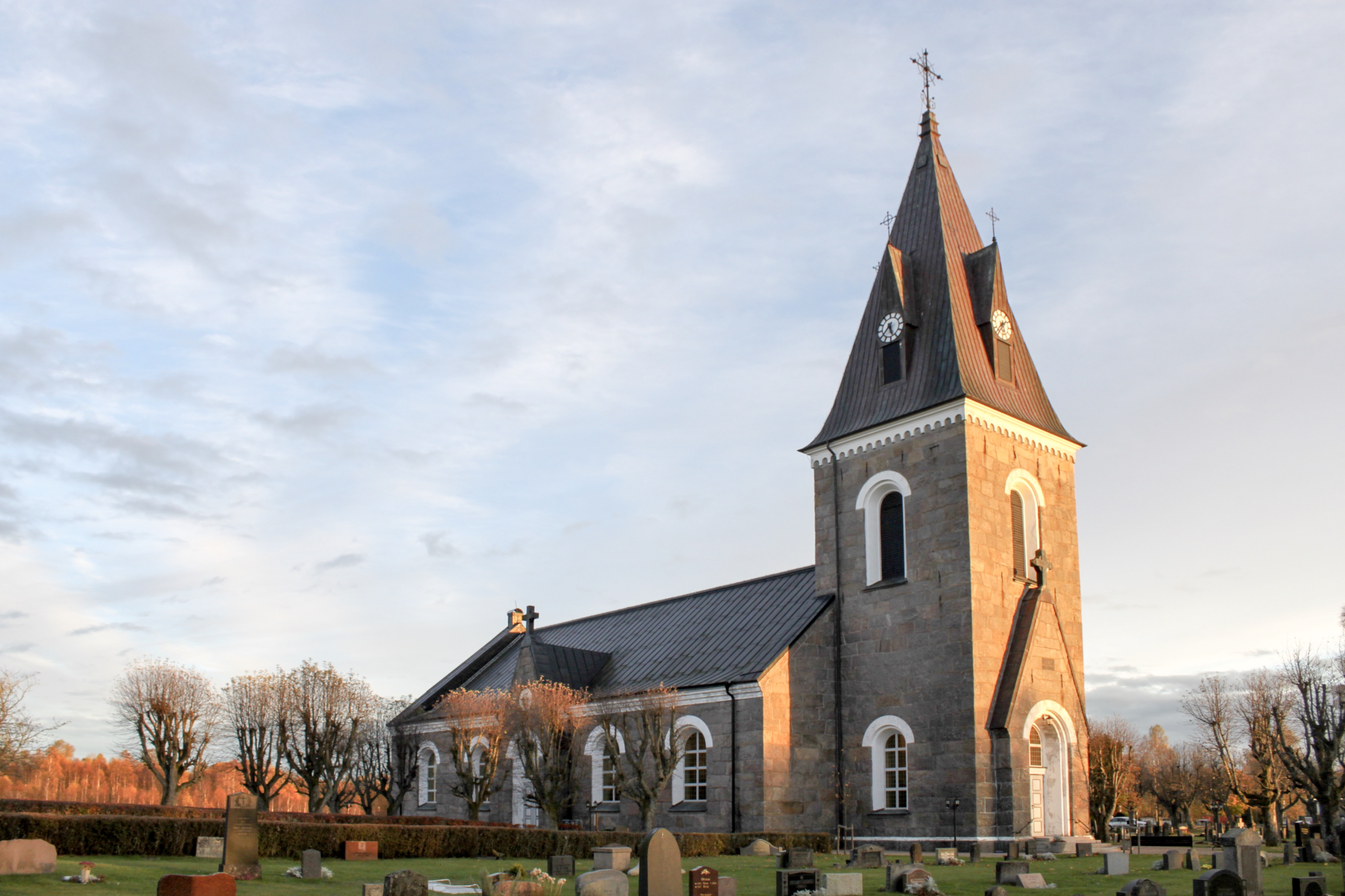
Hamneda kyrka